# Tigidia alluaudi
Tigidia alluaudi là một loài nhện trong họ Barychelidae. Loài này phân bố ờ Madagascar.